# Lorenzo Guerrero Gutiérrez
Lorenzo Guerrero Gutiérrez (Granada, 13 de noviembre de 1900-Granada, 15 de abril de 1981) fue un político y estadista nicaragüense que fue Presidente de Nicaragua del 3 de agosto de 1966 al 1 de mayo de 1967.

## Presidencia
Siendo uno de los tres vicepresidentes elegidos junto con el doctor René Schick Gutiérrez (candidato ganador del oficialista Partido Liberal Nacionalista (PLN) en 1963, al morir éste en el ejercicio del cargo la madrugada del 3 de agosto de 1966, el Congreso lo designó el mismo día Presidente de La República para terminar el periodo del doctor Schick hasta el 1 de mayo de 1967, cuando le entregó el poder al general Anastasio Somoza Debayle.

## Masacre del 22 de enero
En su corto periodo enfrentó la masacre del 22 de enero. El domingo 22 de enero de 1967 se reunió una gran multitud de personas simpatizantes de la Unión Nacional Opositora (UNO), coalición de los 5 partidos políticos opuestos al somocismo, en la Plaza de la República, en la capital Managua.
Las radios decían "traigan sus morralitos" queriendo decir que trajeran armas para hacer algo. Era en apoyo a su candidato presidencial, el conservador Fernando Agüero Rocha.
Cerca de las 5 de la tarde la manifestación salió de la plaza por la Avenida Roosevelt (llamada así por el presidente de Estados Unidos Franklin D. Roosevelt desde 1945), hacia la Casa Presidencial de la Loma de Tiscapa para protestar contra él y el general Anastasio Somoza Debayle.
En la esquina del edificio del Banco Nacional de Nicaragua (actual sede de la Asamblea Nacional) la protesta fue detenida por efectivos de la Guardia Nacional (GN) armados con fusiles semiautomáticos M1 Garand, estadounidense, de calibre 7,62 x 63 mm.
Cuando un manifestante disparó contra el teniente Sixto Pineda Castellón, matándolo en el acto, se desató una balacera contra la gente muriendo entre 1,000 y 1,500 personas; los dirigentes -entre ellos el Doctor Pedro Joaquín Chamorro Cardenal, director del periódico La Prensa- fueron detenidos, con excepción de Agüero al salir del Gran Hotel, donde se habían refugiado, y el 5 de febrero del mismo año la UNO perdió las elecciones ante el PLN, saliendo libres los detenidos, por una amnistía, el 4 de marzo siguiente.

## Ministro de Relaciones Exteriores
El 1 de mayo de 1967 le entregó el poder a Anastasio Somoza Debayle y este lo nombró Ministro de Relaciones Exteriores, cargo en el cual firmó junto con Somoza y el Embajador de Estados Unidos en Nicaragua, Turner Shelton, la Abrogación del Tratado Chamorro-Bryan el 14 de julio de 1971 en la capital Managua.

## La resolución legislativa
El mismo día de la muerte de Schick en La Gaceta Oficial, n.º 175 fue publicada la siguiente Resolución del Congreso en Cámaras Unidas: 

CONGRESO NACIONAL ELIGE NUEVO PRESIDENTE DE LA REPÚBLICA.
Resolución No. 224 del 3 de agosto de 1989988
Publicado en La Gaceta No. 175 del 3 de agosto de 1966
El CONGRESO NACIONAL DE LA REPÚBLICA DE NICARAGUA EN CÁMARAS UNIDAS,
CONSIDERANDO: 
Que a las dos y veinticinco minutos de la mañana del día de hoy falleció el Excelentísimo Señor Doctor René Schick Gutiérrez, Presidente de la República; constatando tal circunstancia en la certificación de la Partida de Defunción, librada por el Registrador del Estado Civil de las Personas de esta ciudad:
CONSIDERANDO:
Que se está en presencia de lo dispuesto en el Artículo 160 acápite 2) y del Artículo 188 de la Constitución Política, o sea que debe elegirse de entre los Vicepresidentes de la República el llamado a reemplazar al fallecido Presidente Doctor René Schick Gutiérrez para concluir el período presidencial,
RESUELVE:
PRIMERO: Elegir por unanimidad al Excelentísimo Señor Vicepresidente de la República Doctor Lorenzo Guerrero Gutiérrez, para que ocupe el cargo de Presidente de la República y concluya el período presidencial que termina el día uno de Mayo de mil novecientos sesenta y siete.
SEGUNDO: El electo tomará posesión y prestará la promesa de ley ante el Congreso Nacional en Cámaras Unidas.
TERCERO: La presente Resolución surtirá sus efectos desde el día de hoy y será publicada en “La Gaceta”, Diario Oficial.

Dado en el Salón de Sesiones del Congreso en Cámaras Unidas. Managua, Distrito Nacional, tres de Agosto de mil novecientos sesenta y seis. Orlando Montenegro Medrano, Presidente. Pablo Rener, Secretario. Orlando Trejos Somarriba.